# Lolita City
Lolita City fue un sitio web de la red oscura que almacenaba contenido pornográfico de menores de edad, y utilizaba servicios ocultos disponibles a través de la red Tor. 
El sitio web albergaba contenido multimedia de personas menores de edad (hombres y mujeres), los cuales apenas llegaban a los 17 años (18 es la edad mínima legal en muchas jurisdicciones, incluido Estados Unidos, para que una persona aparezca en contenido de carácter pornográfico). El sitio web fue alojado por Freedom Hosting, un proveedor de alojamiento web basado en Tor, el cual ya no existe.

## Trasfondo
Como un servicio oculto, Lolita City operaba a través del pseudodominio de nivel superior .onion y solo se podía acceder a él a través de la red Tor. Al igual que los sitios de pornografía para adultos, Lolita City presentó y promocionó modelos específicos a quienes los fanáticos podían seguir. Algunos de los fotógrafos eran profesionales, otros eran aficionados. El sitio incluía imágenes softcore y hardcore, y los temas iban desde casi recién nacidos y niños pequeños hasta jóvenes de 17 años e incluía tanto a niños como a niñas. En junio de 2013, el sitio web albergaba alrededor de 1,4 millones de imágenes. Los videos habían estado disponibles en el sitio desde noviembre de 2012.

## Operación contra la pornografía infantil de 2011 por Anonymous
En octubre de 2011, el colectivo hacktivista Anonymous lanzó la "Operación Darknet", en un intento de interrumpir las actividades de los sitios de pornografía infantil a los que se accede a través de servicios ocultos. Anonymous publicó en un enlace pastebin los nombres de usuario de 1589 miembros de Lolita City, incluido el tiempo de membresía y la cantidad de imágenes publicadas. Anonymous dijo que había encontrado el sitio a través de The Hidden Wiki y que contenía más de 100 gigabytes de pornografía infantil. Lolita City quedó inactiva por un corto tiempo en un ataque de denegación de servicio por parte de Anonymous. : 4:7 